# O Mensch, bewein

Mélodie du choral reprise dans la Passion selon saint Matthieu de Bach.

O Mensch, bewein dein Sünde groß (O Homme, pleure ton grand péché) est un important choral luthérien, repris par des compositeurs comme Jean-Sébastien Bach.
Sa mélodie est attribuée au moine Matthaüs Greiter (mort en 1550), ancien choriste catholique à l'église Saint-Étienne de Strasbourg converti au protestantisme. Il est publié, sur d'autres paroles (Es sind doch selig alle), dans le recueil Teutsch Kircheämt mit Lobesange par l'éditeur Greiter und Dachstein en 1525.
Jean Calvin reprend cette mélodie strasbourgeoise dans son hymnaire de 1539 en lui adaptant les paroles du psaume 36 (35) En moy le secret pensement. Ensuite, c'est le Psaume des Batailles (Que Dieu se montre seulement) qui lui est adapté et devient alors un chant de guerre des réformés français pendant les guerres de religion. Goudimel l'harmonise sous cette forme.
Cette mélodie connaît également un important succès en Allemagne. Elle devient d'abord un Als Jesus Christus unser Herr, puis un Komm, heil'ger Geist. C'est en 1584 qu'on lui adapte enfin un cantique de Sebald Heyden (mort en 1561), recteur de l'église Saint-Sébald de Nuremberg : O Mensch, bewein.
Sous cette forme, ce choral est abondamment repris et harmonisé dans les œuvres de Jean-Sébastien Bach, en particulier dans l'Orgelbüchlein (BWV 622).